# Конґута (волость)
Ко́нґута (ест. Konguta vald) — з 16 травня 1991 до адміністративної реформи 2017 року волость в Естонії, одиниця самоврядування в повіті Тартумаа.

## Географічні дані
Площа волості — 107,6 км2, чисельність населення на 1 січня 2017 року становила 1400 осіб.

## Населені пункти
Адміністративний центр — село Аннікору.
На території волості розташовувалися 16 сіл (küla):
Аннікору (Annikoru), Вагессааре (Vahessaare), Веллавере (Vellavere), Капста (Kapsta), Каріярве (Karijärve), Кобілу (Kobilu), Конґута (Konguta), Курелаане (Kurelaane), Кюлааземе (Külaaseme), Лембевере (Lembevere), Маяла (Majala), Метсалаане (Metsalaane), Мяеотса (Mäeotsa), Мялґі (Mälgi), Пєерітса (Pööritsa), Пооле (Poole).

## Історія
16 травня 1991 року Конґутаська сільська рада була перетворена у волость зі статусом самоврядування.